# أندي جونسون (لاعب كرة قدم أمريكية)
أندي جونسون (بالإنجليزية: Andy Johnson)‏ هو لاعب كرة قدم أمريكية أمريكي، ولد في 18 أكتوبر 1952 في أثينا في الولايات المتحدة، وتوفي في 16 مايو 2018.

## وصلات خارجية
- أندي جونسون على موقع مرجع كرة القدم المحترفة.كوم (الإنجليزية)
- أندي جونسون على موقع قاعة جورجيا للمشاهير الرياضية (مؤرشف) (الإنجليزية)